# サポーター (紋章学)

エスカッシャン
フィールド
サポーター
モットー (スコットランド)
クレスト
リース
マント
ヘルメット
クラウン/コロネット
コンパートメント
チャージ
オーディナリー
モットー
画像ファイル（環境により文字がずれることもあります）

サポーター（英: Supporter(s)、仏: Support(s)）は、紋章学において、エスカッシャンの通常両脇に配置され、盾を支える紋章の構成要素のひとつである。

## 解説
サポーターには、主に実在の、又は想像上の動物や人間が用いられ、稀に植物や生物でない物体が用いられることがある。これらは地域的に重要なものや、歴史的なつながりに影響されうる。例えば、イギリス西南部コーンウォールの議会の紋章にある漁師とスズの坑夫のサポーターや、イギリスの国章に見られるイングランドのライオンとスコットランドのユニコーンなどがある。動物と人間以外のサポーターとしては、栄養学者ジョン・ボイド・オアの紋章は、2つのガーブ（小麦束）をサポーターとして持つし、アメリカ海軍のミサイル駆逐艦ドナルド・クックの紋章のサポーターはミサイル、ブラジルのリオグランデ・ド・ノルテ州の紋章のサポーターは2本の樹木である。また、スペインのバレンシアの紋章はアルファベットのLの文字を用いてさえいる。人間のサポーターは、寓話的な図であることがほとんどであるが、極めて稀に、その街の名前の元になった特定の個人であることもある。
通常、盾の左右にひとつずつサポーターを置くが、盾の後ろに1つだけサポーターを置く場合もある。コンゴ共和国の国章が盾の後ろにサポーターを2つ置いているその極めて稀な例を示している。1つだけサポーターを置く場合、スコットランドのパースの紋章のように単頭又は双頭のワシを用いることがよくあるが、カナダのいくつかの大聖堂の場合、サポーターに司教座を含んでいる。スコットランドのダンダス家の紋章は、従来通りの位置に配置された赤いライオンに加え、サンショウウオにその全体を支えられており、3つのサポーターを持つ極めて稀な例である。また、アイスランドの国章は4つのサポーターを持つ。
若干の紋章記述に例外があるが、動物のサポーターは自然界での常識が許す限り、ランパント、あるいはそれに近い姿勢で描かれることが通例となっており、特に紋章記述の中にそれらがランパントであることを記述する必要はない。ランパントでないクジラの例としてオランダのザーンスタットの紋章の例がある。なお、ランパントとは、四肢がある動物の場合、両上肢を上下に広げ、両下肢を前後に広げて下肢だけで立ち上がっている姿勢を言う。
文中に触れられた例（言及順）

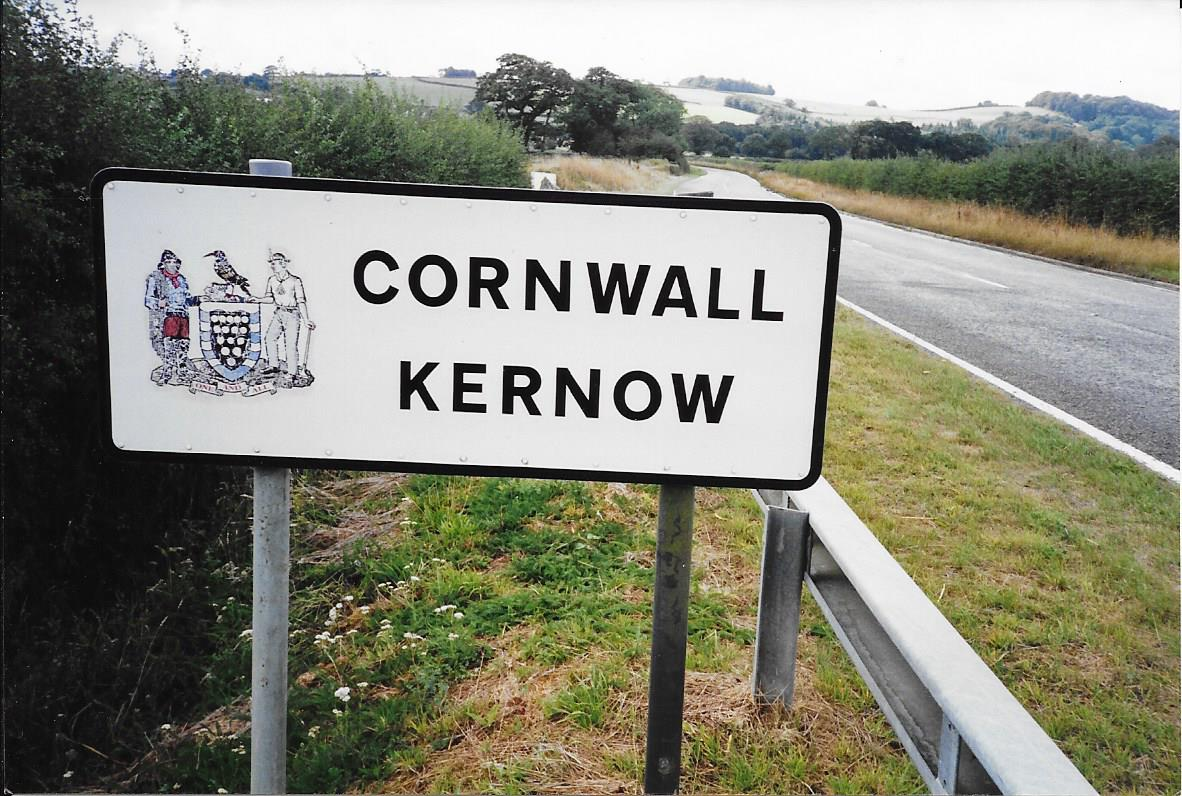
コーンウォール・カウンティ・カウンシルの紋章の使用例
ライオンとユニコーンのサポーター（イギリスの国章）
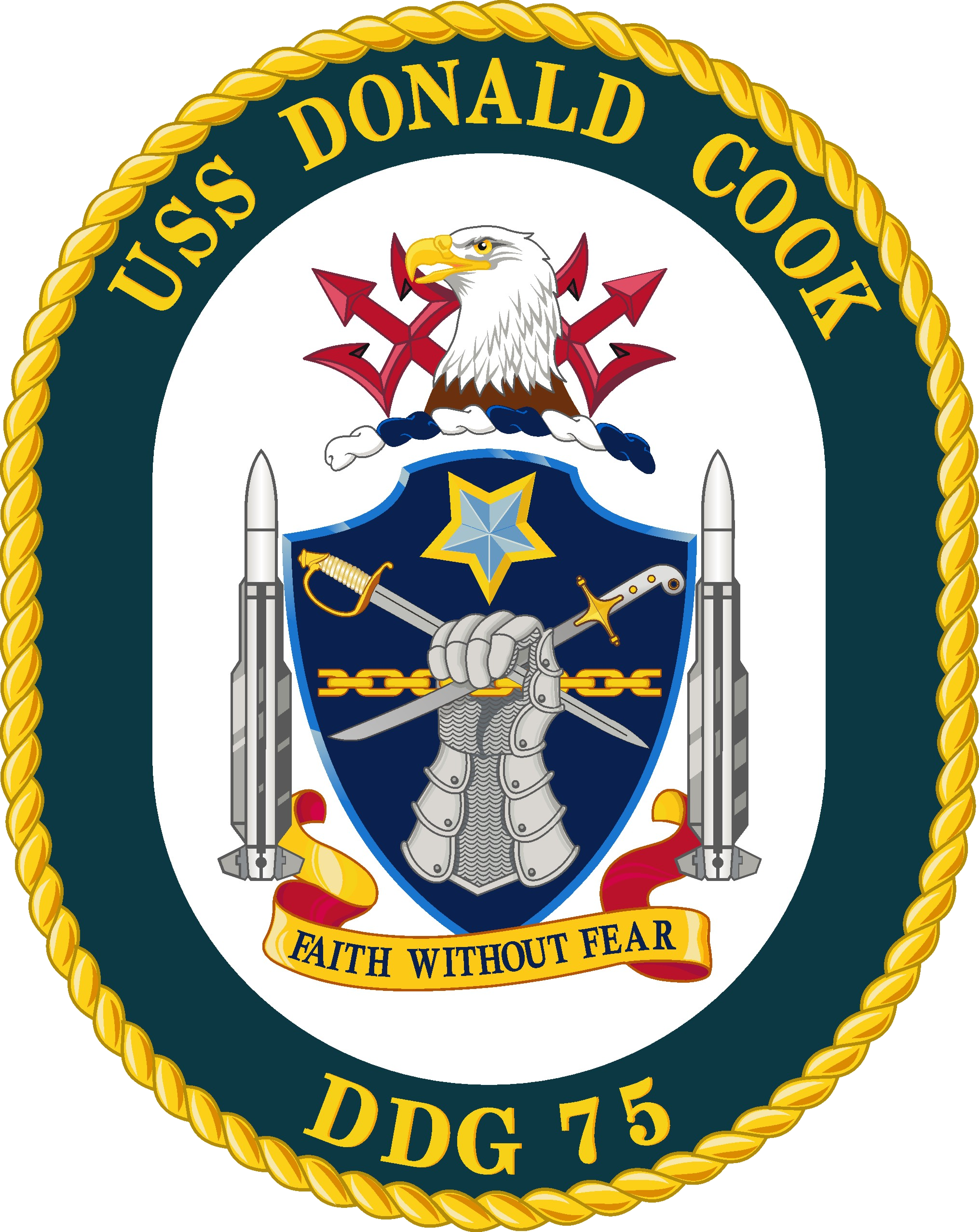
「ドナルド・クック」のエンブレム
樹木のサポーター（ブラジル・リオグランデ・ド・ノルテ州の紋章）
文字のサポーター（スペイン・バレンシアの紋章）
背後に2つのサポーター（コンゴ共和国の国章）
背後に双頭の鷲のサポーター（パースの紋章）
アイスランドの4体の守護者（アイスランドの国章）
頭が下向きのクジラのサポーター（オランダ・ザーンスタットの紋章）
双頭のワシのサポーター（ドイツ・ケルンの紋章）